# Говедовићи (Трново)
Говедовићи су насељено мјесто у општини Трново, Федерација БиХ, Босна и Херцеговина.

## Становништво
|         | 2013.       | 1991.        | 1981.         | 1971.         |
| Укупно  | 30 (100,0%) | 58 (100,0%)  | 129 (100,0%)  | 156 (100,0%)  |
| Бошњаци | 30 (100,0%) | 58 (100,0%)1 | 129 (100,0%)1 | 156 (100,0%)1 |

1. 1 На пописима од 1971. до 1991. Бошњаци су пописивани углавном као Муслимани.